# Красный Городок (Кораблинский район)
Кра́сный Городо́к — посёлок в Кораблинском районе Рязанской области России, входит в Пустотинское сельское поселение.

## Название
Информация из разрядной книги 1475–1598 годов об отсутствии ворот Пустотинской засеки («а ворот на той засеке нет») значительно снижала вероятность наличия в засеке городка, как элемента обороны. 
Однако обнаруженная недавно в одном из дел ГАРО запись свидетельствует о наличии Пустотинских ворот. Они были позже указанного срока, в конце XVII века. В таком случае можно утверждать о существовании в конце XVII века в засеке городка.
Когда в дальнейшем необходимость в засечных укреплениях отпала, городок исчез. Но, видимо, жители соседнего села Пустотино по-прежнему называли местность в районе бывшего когда-то укрепления городок.

## География
Красный Городок находится в северо-восточной части Кораблинского района.
Ближайшие населённые пункты:

— село Пустотино в 0,7 км к юго-западу по асфальтированной дороге;

— село Нижняя Ищередь в 4,3 км к востоку по асфальтированной дороге.
Природа
Южнее посёлка протекает река Мостья.

## История
Статус отдельного селения поселок Красный Городок получил не ранее 1929 года, хотя жители на месте будущего поселка поселились раньше указанного времени.

## Население
| 2010 |
| ---- |
| 8    |

## Транспорт
В южной части посёлок пересекает автотрасса муниципального значения «Пустотино-Нижняя Ищередь».